# Taborno
Taborno es una entidad de población perteneciente administrativamente al distrito de Anaga del municipio de Santa Cruz de Tenerife en la isla de Tenerife —Canarias, España—.
Se trata de un pequeño caserío del macizo de Anaga, con muestras de arquitectura rural canaria representada por casas-cueva y pajares o chozas, así como caminos para la práctica del excursionismo que conducen a Afur, Cruz del Carmen o Las Carboneras.
Su situación en la divisoria de los valles de Taborno y Afur convierten al caserío en un magnífico mirador de la costa norte del macizo de Anaga.

## Toponimia
Algunos autores consideran su nombre de origen guanche, mientras que otros lo derivan del apellido de un poblador de Taganana, el lanzaroteño Gregorio Tabordo.

## Características
Se encuentra situado en la vertiente norte del macizo de Anaga, sobre la cresta que separa los barrancos de Taborno y de Afur, a una altitud media de 589 m s. n. m. y a 28,9 kilómetros del casco urbano de la ciudad.
Esta población está formada por unas pocas casas agrupadas en un estrello collado desde que se tienen unas impresionantes vistas de la costa norte del macizo, pudiendo disfrutar desde él, por ejemplo, del paisaje de los Roques de Anaga. Presidiendo el caserío de Taborno se encuentra el roque homónimo, uno de los emblemas geológicos del macizo, que alcanza los 706 de altura. 
Esta pequeña población tiene interesantes muestras de la arquitectura rural de la isla. Posee una pequeña ermita dedicada a San José, construida en la década de 1940. Este caserío cuenta además con una plaza pública, un restaurante y una escuela reconvertida en salón social, sede de la Asociación de Vecinos San José, con un consultorio médico y un parque infantil.
En su paisaje destacan el roque de Taborno, el barranco de Taborno, límite entre los municipios de Santa Cruz de Tenerife y San Cristóbal de La Laguna, y el Monte de La Hoya, un pequeño y húmedo monte con ejemplares de til —Ocotea foetens— y donde los vecinos se abastecían de agua de sus fuentes naturales hasta mediados del siglo xx.

## Demografía
| Año        | 2000 | 2001 | 2002 | 2003 | 2004 | 2005 | 2006 | 2007 | 2008 | 2009 | 2010 | 2011 | 2012 | 2013 | 2014 | 2015 | 2016 |
| ---------- | ---- | ---- | ---- | ---- | ---- | ---- | ---- | ---- | ---- | ---- | ---- | ---- | ---- | ---- | ---- | ---- | ---- |
| Habitantes | 107  | 106  | 104  | 103  | 102  | 97   | 96   | 95   | 91   | 83   | 81   | 75   | 82   | 79   | 80   | 83   | 84   |

## Historia

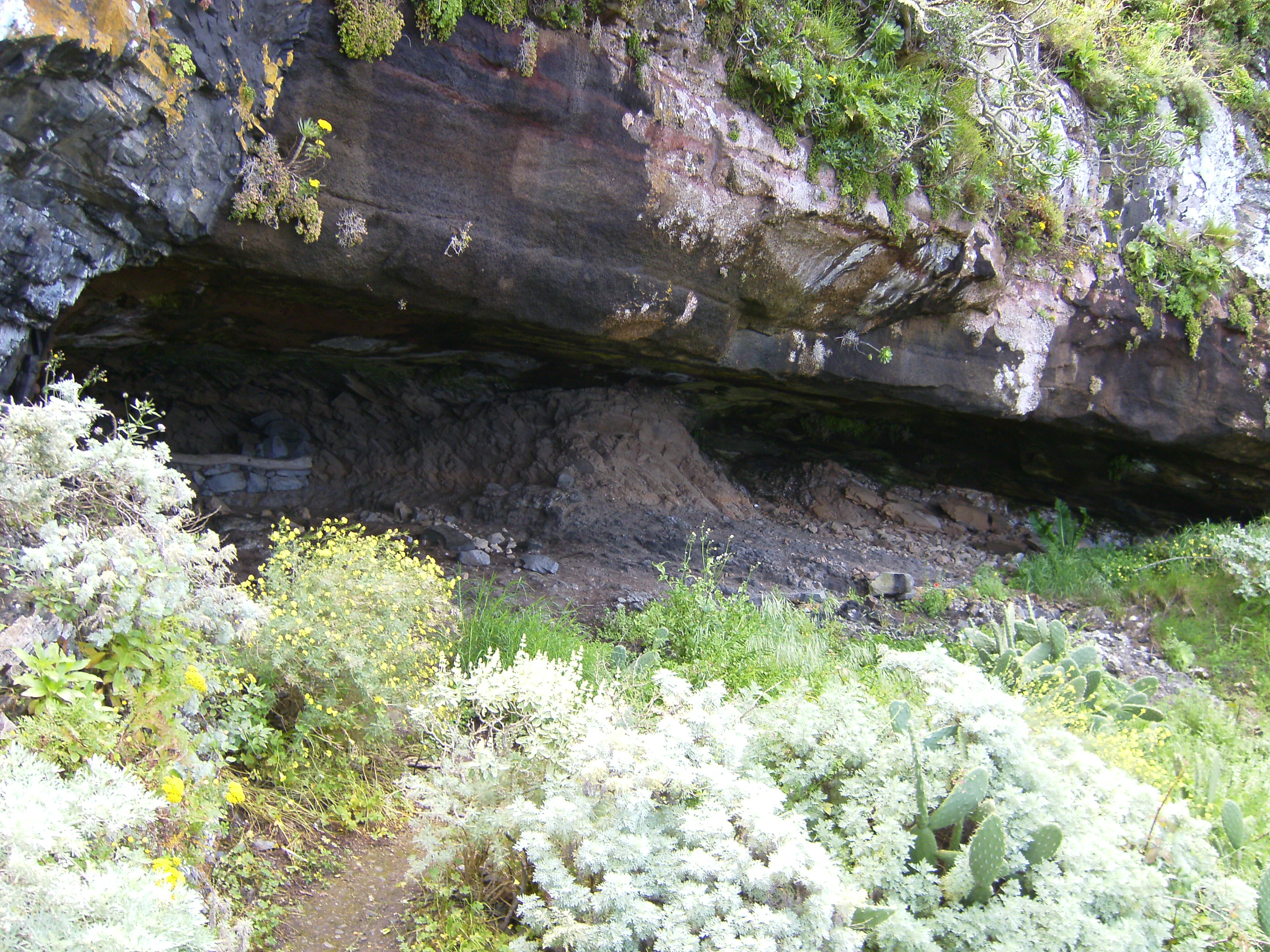
Cueva bajo el roque de Taborno.

Taborno fue habitado desde época guanche, tal y como demuestran los diferentes hallazgos arqueológicos realizados en la zona, perteneciendo al menceyato de Anaga.
Terminada la conquista de Tenerife en 1496, el nuevo gobernador Alonso Fernández de Lugo empezó a repartir las tierras a conquistadores y colonos. El valle de Taborno fue concedido en 1516 al conquistador Juan de Badajoz y a Alonso Gutiérrez, y más tarde también se repartirían tierras a Isabel Gutiérrez, dedicándolas al cultivo de la viña.

Juan de Badajoz, vecino y conquistador y Alonso Gutierres vecino. Un valle que se llama Taborno, que a la parte de Anaga, con todas las tierras e hilos de agua que en el dicho valle hay, con mas 100 fanegas de sequero encima de las lomadas veniendo del dicho valle hacia Tehanguia. Digo que vos do cada 3 cahíces en el dicho valle, en un cabo e 8 fanegas para viñas. 28-X-1516.
Las Datas de Tenerife (Libros I a IV de datas originales). Elías Serra Ráfols.

Según unos estudios realizados por el Cabildo, los antiguos habitantes del caserío de Las Palmas de Anaga y de Roque Bermejo se fueron a vivir a esta población, ya que está más conectada con la capital.[cita requerida]
Taborno fue desde su origen un pago de Taganana hasta el año 1877, en que ambos pasan a ser barrios de Santa Cruz de Tenerife.
La ermita, bajo la advocación de San José fue bendecida en 1945, perteneciendo a la parroquia de Taganana hasta 1967, año en que queda incluida en la nueva parroquia de San Blas de Roque Negro.

El día 13 de mayo de 1945 fue bendecida esta ermita de San José de esta pago de Taborno, por el Rvdo. Sr. cura párroco don Isidoro Cantero Andrada. Siendo padrinos los bienhechores de ella don Manuel Hernández Martínez y su esposa dña. Rosario Calzadilla de Hernández
Placa conmemorativa ubicada en la fachada de la ermita de Taborno.

El caserío poseyó escuela desde la década de 1930 hasta el cierre del colegio Manuel Borguño en 2005.
La carretera llega al caserío en 1984, habiendo sido construida una primitiva pista algún tiempo antes por los propios vecinos.
En 1994 Taborno pasa a estar incluido en el espacio protegido del parque rural de Anaga.

## Economía

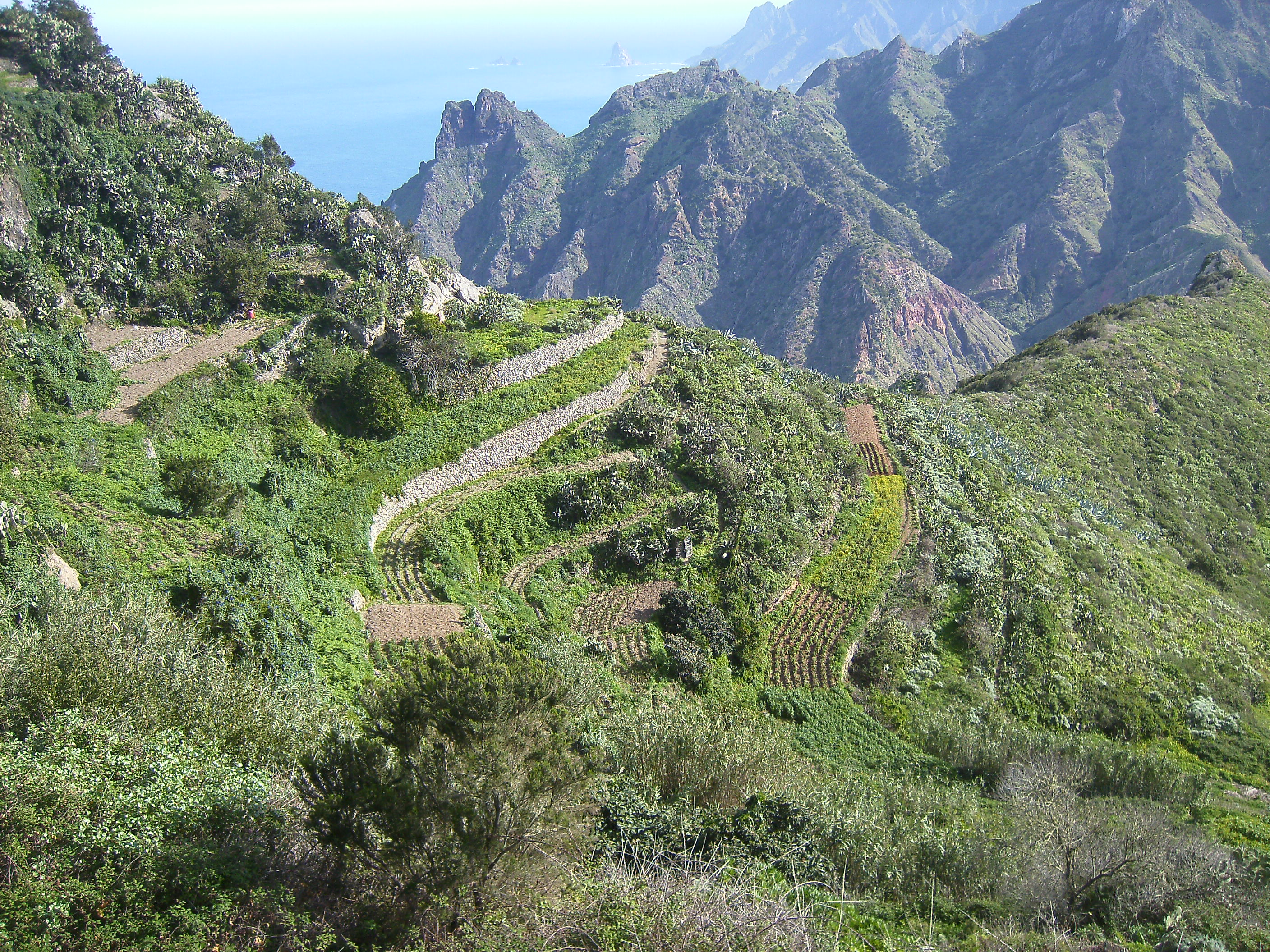
Huertas en cadenas o bancales.

Aunque la mayoría de los vecinos de Taborno trabajan fuera del caserío, aún se desarrolla en sus inmediaciones una agricultura de subsistencia —papas y hortalizas— y algo de ganadería —cabras—.

## Fiestas
El caserío de Taborno celebra sus fiestas patronales en honor a San José cada segundo domingo de junio.

## Comunicaciones
Se llega al caserío por la carretera de Taborno TF-138.
Se accede al caserío por la carretera TF-138, que parte de la vía TF-12, vía que también debemos tomar si queremos llegar al cercano caserío de Las Carboneras que se encuentra al otro lado del barranco. 

### Transporte público
En autobús —guagua— queda conectado mediante la siguiente línea de TITSA: 
| Línea | Trayecto                             | Recorrido     |
| ----- | ------------------------------------ | ------------- |
| 275   | La Laguna - Las Carboneras - Taborno | Horario/Línea |

### Caminos
En Taborno se localizan algunos de los caminos de Anaga aptos para la práctica del excursionismo, como el camino de Palos Hincados que conduce al barranco de Afur, o el camino vertiginoso que rodea el roque de Taborno.
Además, cuenta con tres de los caminos homologados en la Red de Senderos de Tenerife:
- Sendero PR-TF 2 Valleseco - Taborno.
  - Sendero PR-TF 2.1 Variante El Frontón.
- Sendero PR-TF 9 Las Carboneras - Afur.

Desde Taborno también parten y pasan diversos senderos para la práctica de excursionismo que nos permiten recorrer y admirar distintos rincones de este maravilloso lugar aunque no estén homologados.

## Galería

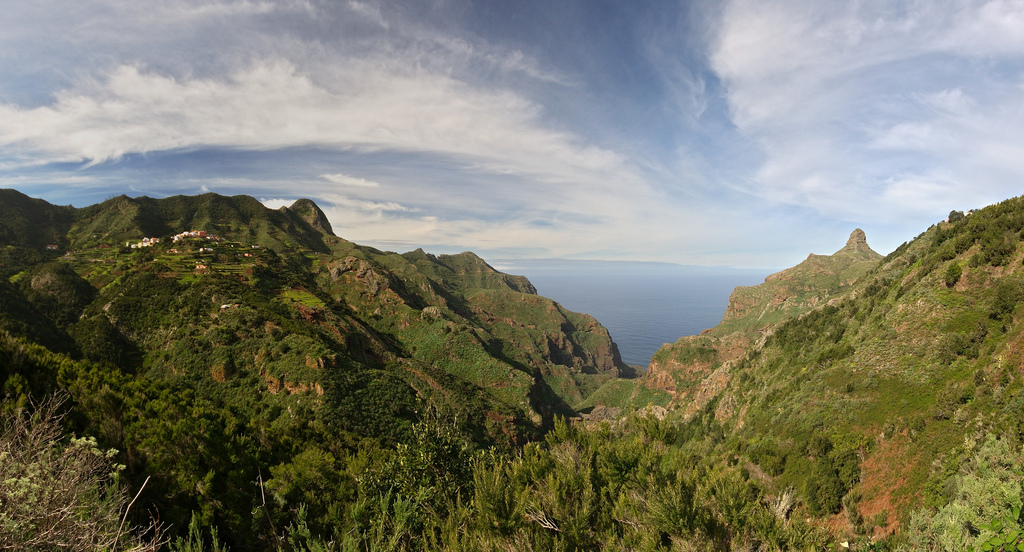
Barranco de Taborno, límite municipal entre Santa Cruz y La Laguna.
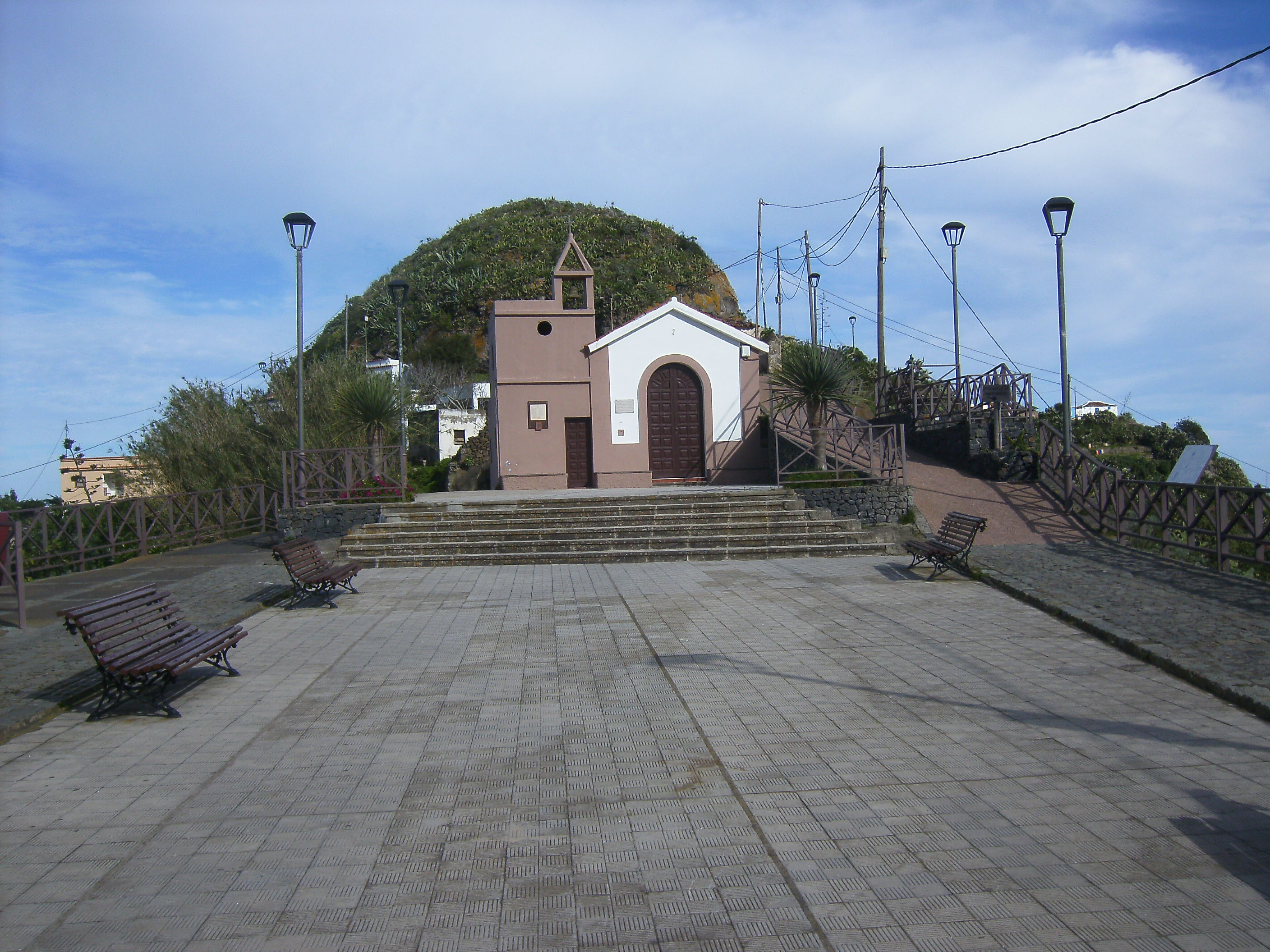
Plaza y ermita de Taborno.
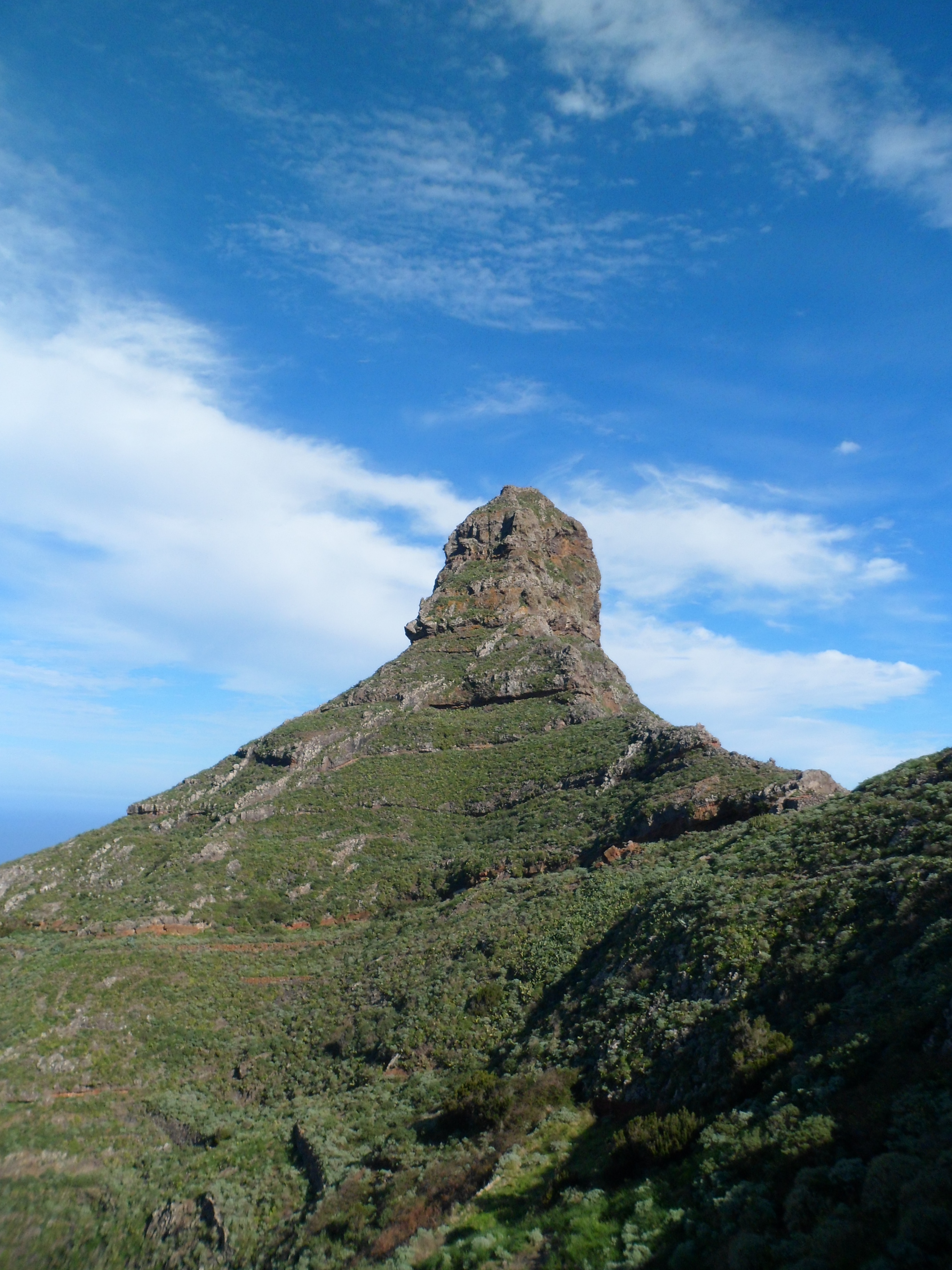
Roque de Taborno.
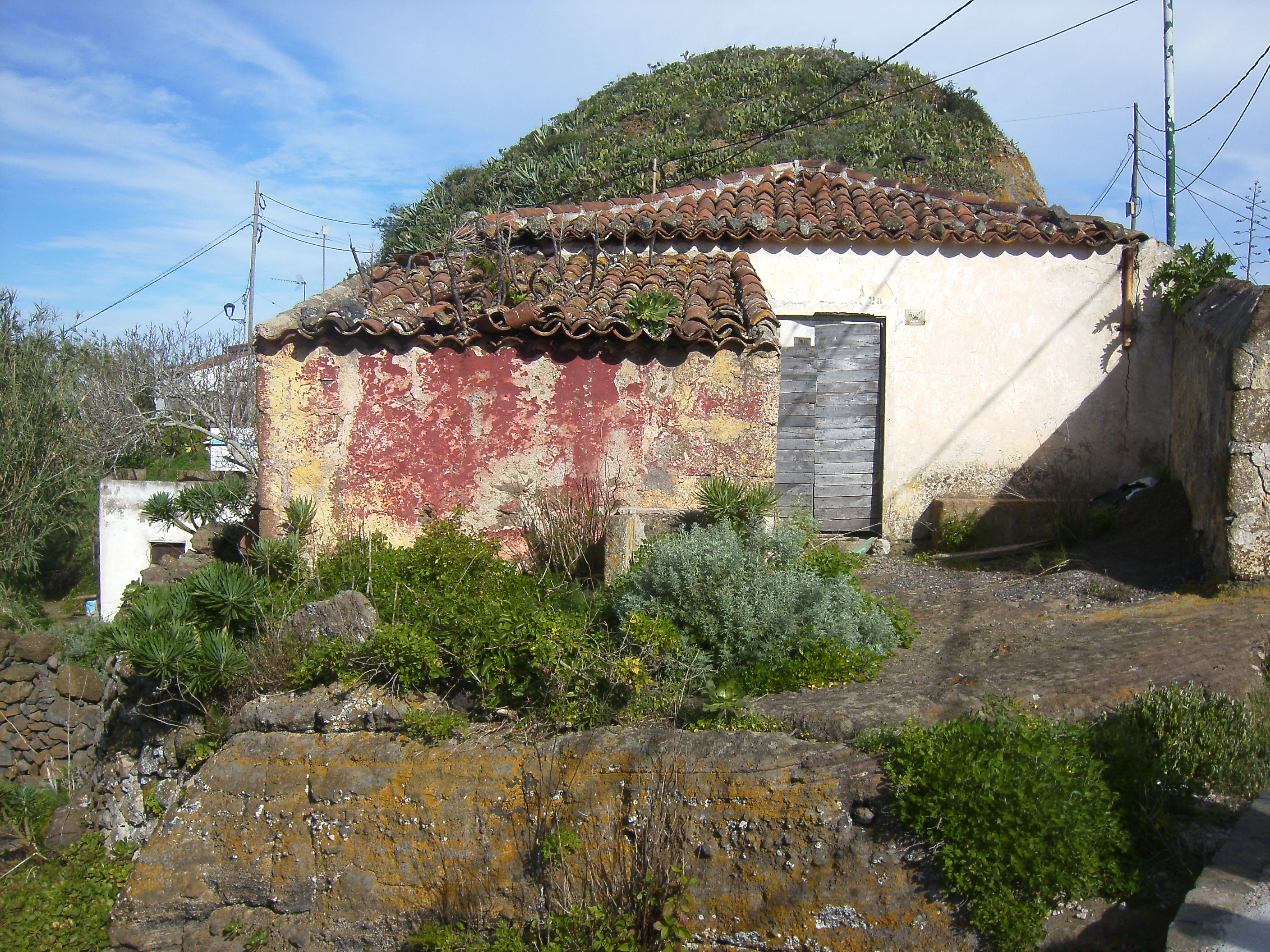
Muestra de arquitectura tradicional.
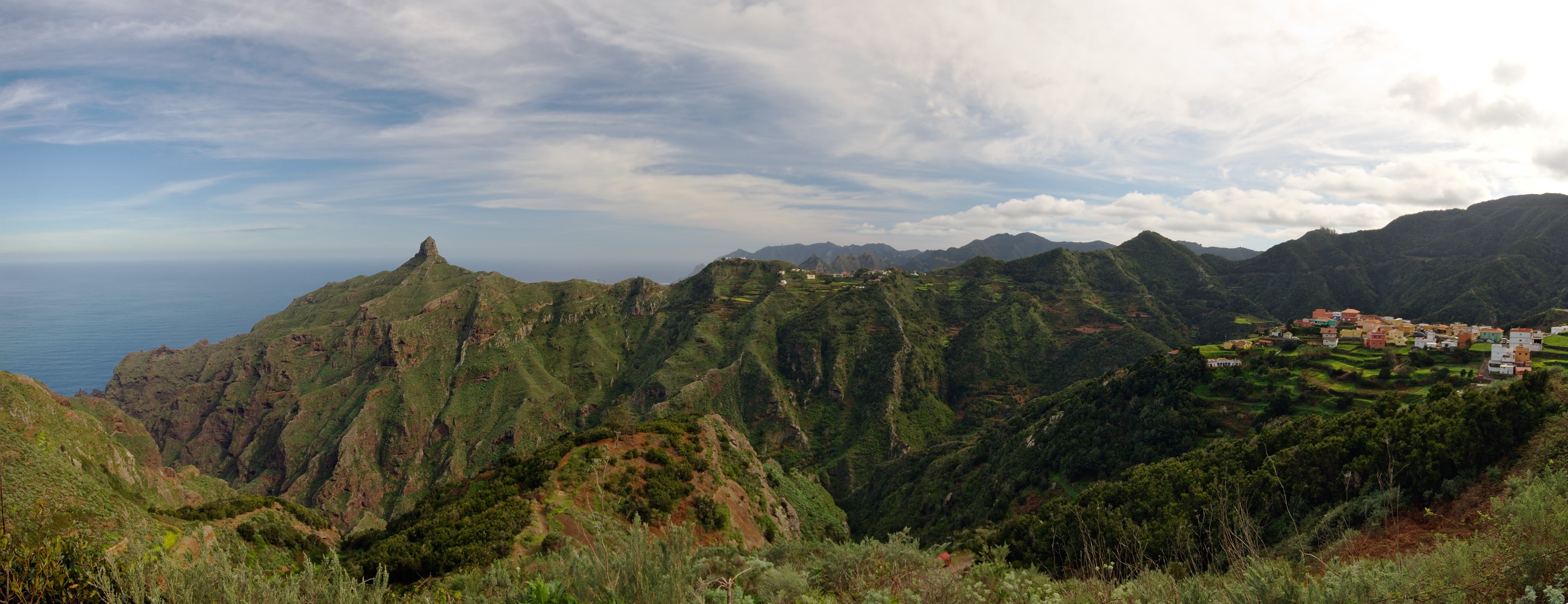
Vista del barranco de Taborno con Las Carboneras a la derecha y el caserío de Taborno a lo lejos.